# Jastrowova iluze

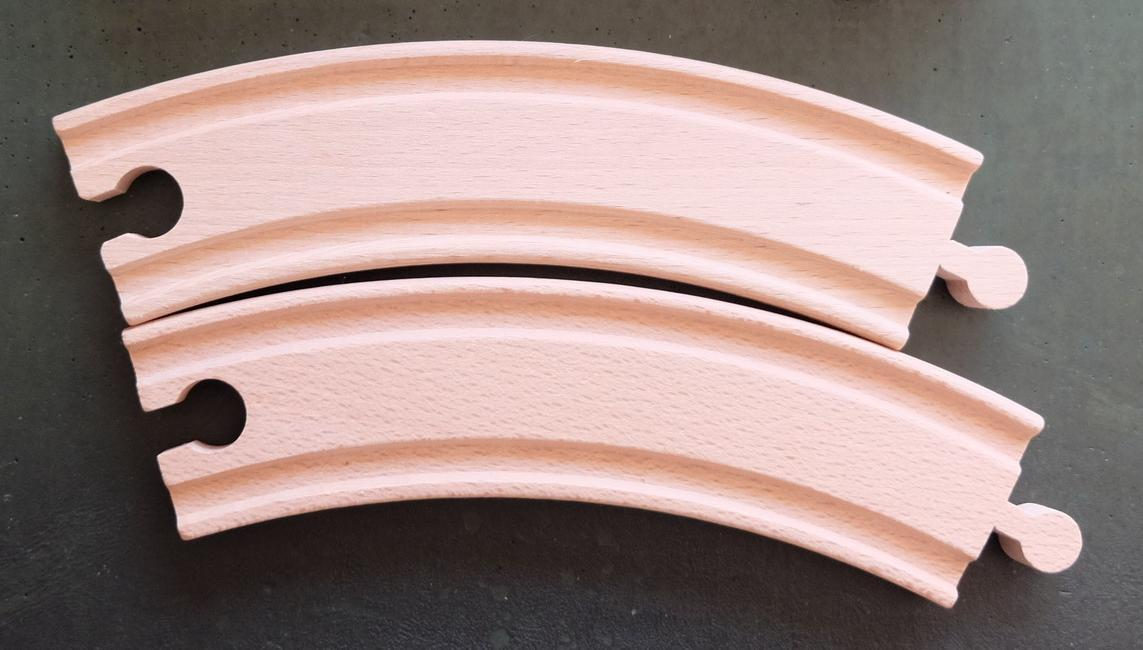
Identické kolejničky jako názorný příklad Jastrowova optického klamu

Jastrowova iluze je optický klam popsaný americkým psychologem Josephem Jastrowem v roce 1892.
V níže uvedeném obrázku jsou dva proužky identické, ačkoliv spodní zdá být větší. Horní proužek se jeví ve srovnání s delší stranou spodního proužku kratší.
Tato iluze se často využívá u kouzelnických triků. Anglický kouzelník Ian Adair používal na základě této iluze triku, kdy se podobné tvary jako housenky, proměnily v motýla.

Jsou-li obě levé strany srovnány do přímky, spodní proužek se jeví delší
Když se horní proužek posune vpravo, vyjdou shodné rozměry najevo